# Millencourt-en-Ponthieu
Millencourt-en-Ponthieu – miejscowość i gmina we Francji, w regionie Hauts-de-France, w departamencie Somma.
Według danych na rok 2011 gminę zamieszkiwały 373 osoby, a gęstość zaludnienia wynosiła 43 osoby/km² (wśród 2293 gmin Pikardii Millencourt-en-Ponthieu plasuje się na 646. miejscu pod względem liczby ludności, natomiast pod względem powierzchni na miejscu 557.).